# 돌마로
돌마로(Dolma-ro)는 경기도 성남시 분당구에 있는 56.7km의 도로이다.

## 주요 경유지
경기도
- 성남시 분당구 (금곡동 . 구미동 . 정자동 . 수내동 . 분당동 . 서현동 . 이매동 . 야탑동 . 하대원동)

## 노선
| 이름           | 접속 노선                            | 소재지       | 소재지       | 소재지       | 비고         |
| 동막로와직결   | 동막로와직결                         | 동막로와직결 | 동막로와직결 | 동막로와직결 | 동막로와직결 |
| -------------- | ------------------------------------ | ------------ | ------------ | ------------ | ------------ |
| 금곡IC         | 국가지원지방도 제23호선 (대왕판교로) | 성남시       | 분당구       | 금곡동       |              |
| 머내공원사거리 | 정자일로 미금일로                    | 성남시       | 분당구       | 금곡동       |              |
| 미금역사거리   | 성남대로                             | 성남시       | 분당구       | 금곡동       |              |
| (이름없음)     | 미금로                               | 성남시       | 분당구       | 구미동       |              |
| 돌마교         |                                      | 성남시       | 분당구       | 구미동       |              |
|                | 정자동                               | 성남시       | 분당구       |              |              |
| 불정사거리     | 불정로                               | 성남시       | 분당구       |              |              |
| 정든마을사거리 | 정자로                               | 성남시       | 분당구       |              |              |
| 푸른마을사거리 | 백현로                               | 성남시       | 분당구       |              |              |
| 수내지하차도   |                                      | 성남시       | 분당구       | 수내동       |              |
| 샛별사거리     | 수내로                               | 성남시       | 분당구       | 분당동       |              |
| 사랑보도육교   |                                      | 성남시       | 분당구       | 분당동       |              |
| 효자촌사거리   | 분당로                               | 성남시       | 분당구       | 분당동       |              |
| 돌마지하차도   |                                      | 성남시       | 분당구       | 서현동       |              |
| 서당사거리     | 국가지원지방도 제57호선 (서현로)     | 성남시       | 분당구       | 서현동       |              |
| 새마을사거리   | 새마을로                             | 성남시       | 분당구       | 서현동       |              |
| 안말지하차도   |                                      | 성남시       | 분당구       | 서현동       |              |
|                | 이매동                               | 성남시       | 분당구       |              |              |
| 돌마1터널      |                                      | 성남시       | 분당구       |              |              |
| 돌마2터널      |                                      | 성남시       | 분당구       |              |              |
| 돌마사거리     | 판교로                               | 성남시       | 분당구       | 야탑동       |              |
| 야탑6교        |                                      | 성남시       | 분당구       | 야탑동       |              |
| 상탑사거리     | 야탑로                               | 성남시       | 분당구       | 야탑동       |              |
| 동원SK삼거리   | 장미로                               | 성남시       | 분당구       | 야탑동       |              |
| 상탑교         |                                      | 성남시       | 분당구       | 야탑동       |              |
| 상탑사거리     | 야탑로                               | 성남시       | 분당구       | 야탑동       |              |
| 도촌사거리     | 양현로 희망로                        | 성남시       | 분당구       | 야탑동       |              |
| 무명터널       |                                      | 성남시       | 중원구       | 하대원동     |              |
| (교차로)       | 여수울로                             | 성남시       | 중원구       | 하대원동     |              |
| (교차로)       | 국도 제3호선 (경충대로)              | 성남시       | 중원구       | 하대원동     |              |
| 제일로와 직결  |                                      |              |              |              |              |

## 주요 시설및 건물
- 한국과학기술한림원 (돌마로 42/구미동 7-1)
- 스타벅스 미금역점 (돌마로 43/금곡동 168)
- 하겐다즈 분당미금점 (돌마로 43/금곡동 168)
- 투썸플레이스분당미금점 (돌마로 46/구미동 7-2)
- 아웃백 분당미금점 (돌마로 46/구미동 7-2)
- 이디야커피 미금중앙점 (돌마로 47/금곡동 167)
- 파리바게트 미금샤르망점 (돌마로 47/금곡동 167)
- 우리은행분당미금역지점 (돌마로 47/금곡동 167)
- 할리스커피 분당미금역지점 (돌마로 48/구미동 8-1)
- 써브웨이 분당미금점 (돌마로 52/구미동 8-2)
- 이니스프리 분당미금점 (돌마로 67/금곡동 157)
- KT 창의텔레콤 미금역점 (돌마로 67/금곡동 157)
- 알파 미금역점 (돌마로 73/금곡동 155)
- 이디야커피 미금점 (돌마로 73/금곡동 155)
- 신한은행 미금역지점 (돌마로 73/금곡동 155)
- 하나은행 미금역지점 (돌마로 85/금곡동 152)
- 농협 낙생농협 미금지점 (돌마로 86/구미동 25-1)
- 드림디포 분당미금점 (돌마로 87/금곡동 151)
- 정자3동행정복지센터 (돌마로 242/정자동 201)
- 불정초등학교 (돌마로 250/정자동 203)
- 한솔초등학교 (돌마로 303/정자동 113)
- CU 수내벽산점 (돌마로 364/수내동 79-2)
- 뚜레쥬르 분당효자촌점 (돌마로 478/서현동 298-3)
- KB국민은행 (돌마로 478/서현동 298-3)
- CU 분당우성점 (돌마로 481/서현동 95)
- 현대자동차블루핸즈 분당현대서비스 (돌마로 569/서현동 142-2)
- GS칼텍스 삼표에너지 야탑주유소 (돌마로 910/야탑3동 187)